# James Maye
James Edward Maye (Kennesaw, 29 gennaio 1981) è un ex cestista e allenatore di pallacanestro statunitense naturalizzato dominicano, professionista nella NBDL, in Europa e in Sudamerica.

## Carriera
Con la Rep. Dominicana ha disputato i Campionati centramericani del 2014.

## Palmarès

### Allenatore
- Campionato venezuelano: 1

Gladiadores de Anzoategui: 2023